# Liebigia tenuipes
Chirita tenuipes là một loài thực vật có hoa trong họ Tai voi (Gesneriaceae). Loài này có ở miền bắc Sumatra (Indonesia); được Olive Mary Hilliard mô tả khoa học đầu tiên năm 2003 dưới danh pháp Chirita tenuipes. Năm 2011, Mich.Möller & A.Weber chuyển nó sang chi Liebigia.